# 500 Queer Scientists
500 Queer Scientists é uma campanha que dá visibilidade às pessoas LGBTQ+ que trabalham com ciências. Cientistas queer enviam breves descrições de suas vidas para a organização; estes passam por um processo de verificação manual e revisão antes de serem postados no site do grupo. Ao reunir as inscrições, a organização pretende mostrar às pessoas queer que atualmente trabalham na ciência que existem outras semelhantes, fornecer modelos para que novos  pesquisadores apareçam e criar um banco de dados útil no planejamento de eventos para garantir a representação.

## História
O grupo foi fundado em San Francisco em 4 de junho de 2018, por Lauren Esposito, professora de aracnologia da Academia de Ciências da Califórnia, e Sean Vidal Edgerton, ilustrador científico e virologista evolucionário da instituição. No comunicado de imprensa feito durante o anúncio de sua fundação, a organização citou, como parte de sua motivação, um artigo de 2016 no Journal of Homosexuality que descobriu que, em pesquisa realizada em 2013, mais de 40% dos entrevistados autoproclamados LGBTQ+ não se assumiram para seus colegas. A campanha foi inspirada no grupo 500 Mulheres Cientistas; os dois grupos são separados, mas se dizem "estarem juntos informalmente". Durante o lançamento, havia no site histórias de 50 cientistas; em uma semana, havia chegado a 250 e, em 26 de junho, havia 550. As primeiras histórias foram todas escritas em inglês.
Em junho de 2019, eles realizaram um evento em parceria com a editora Elsevier para a realização do WorldPride. No site, havia mais de 900 perfis em julho de 2019; naquele mês, o grupo esteve envolvido na organização do segundo Dia LGBTSTEM.

## Reconhecimento
Pela fundação do 500 Queer Scientists, a National Organization of Gay and Lesbian Scientists and Technical Professionals concedeu o Prêmio Walt Westman 2019 a Lauren Esposito.

## Pessoas notáveis incluídas
- David Adger[14]
- Clara Barker[15]
- Cynthia Bauerle[16]
- Alex Bond[17]
- Ben Britton[18]
- Peter Coles[19]
- Lynn Conway[20]
- Rochelle Diamond[21]
- JJ Eldridge[22]
- Lauren Esposito[23]
- Michael Francis Fay[24]
- Jon Freeman[25]
- Sam Giles[26]
- Abhik Ghosh[27]
- Lisa Graumlich[28]
- Renée Hložek[29]
- J. David Jentsch[30]
- Autumn Kent[31]
- Nathan H. Lents[32]
- Katie Mack[33]
- Anson W. Mackay[34]
- Jessica Mink[35]
- Shaun O'Boyle[36]
- Jonathon Rendina[37]
- David K. Smith[38]
- Jessica Ware[39]
- Tristram Wyatt[40]
- Jeremy Yoder[41]